# Leptogorgia pinnata
Leptogorgia pinnata is een zachte koraalsoort uit de familie Gorgoniidae. De wetenschappelijke naam is gepubliceerd in 1758 door Linnaeus in de tiende editie van Systema naturae.